# 뇌샤텔 노면전차
뇌샤텔 트램웨이(Tramway de Neuchâtel 또는 (현지) Tram)는 스위스의 도시 뇌샤텔에 있는 대중교통 시스템의 일부를 형성하는 트램이다.
1892년에 개장한 트램웨이는 수년에 걸쳐 밀물과 썰물을 반복했다. 현재 이 노선은 오베르니에(Auvernier)와 콜롱비에를 거쳐 부드리(Boudry)까지 이어지는 8.85km 길이의 도시 간 노선 하나만으로 구성되어 있으며, 5호선으로 지정되어 있다. 시스템의 모든 도시 트램 노선은 트롤리버스로 전환되었으며, 마지막 폐쇄 및 전환은 1976년에 이루어졌으며, 도시 간 노선 5(현재 노선 215)만 남는다.
트램웨이는 현재 3개의 케이블카, 뇌샤텔 무궤도 전차 시스템 및 다양한 기존 버스 노선을 운영하는 뇌샤텔루아 대중교통(이전 Compagnie des Tramways de Neuchâtel)(TN)에서 운영하고 있다.

## 역사

### 도시간 노선
830m 길이의 Areuse -to- Cortaillod 지선을 포함하여 부드리로 향하는 노선은 이전 회사인 Régional Neuchâtel-Boudry Cortaillod (NCB)에 의해 1892년 9월 16일에 개통되었다. 원래 증기 트램웨이였지만, 1902년까지 600V DC에서 전철화되었다.
코르테이요로 향하는 지선은 1984년 6월 2일에 영구적으로 버스 운영으로 전환되었으며, 현재 5b선에서 운행하고 있다.
1980년대 초 현대화 이후 부드리로 향하는 노선은 대부분 Littorail이라고 불렸다. 이 표현은 Littoral (일반적으로 해안을 뜻하는 프랑스어, 특히 뇌샤텔 호수 연안 지역을 뜻하는 프랑스어)과 rail (철도를 뜻하는 프랑스어)의 합성어이다. 현대화에는 라인에 자동 블록 신호 장비가 포함되었다.
오늘날 트램은 20분 간격으로 부드리까지 운행하며 총 12개의 정거장을 운행한다. 정류장 사이의 평균 거리는 805m이다. 부드리로 향하는 노선은 대부분 단일 트랙이며, 도로 교통과 무관하게 자체 통행우선권으로 운행된다. 기존 철도와 유사한 방식으로 이전에 언급했듯이 자동 블록 신호로 제어되며 푸시버튼 연동 장치가 장착되어 있다. 노선은 양방향 차량으로 운행되며, 이동 시간은 이동 방향에 따라 16분 또는 18분이다.
1988년 초까지 이 노선의 뇌샤텔 종점은 Place Pury의 중심을 통과하는 루프였다. 루프는 그 당시 지하 공영 주차장의 계획된 건설(나중에)을 용이하게 하기 위해 버려졌고, 서쪽에 2개의 트랙 스텁 종점으로 대체되었다. 퓨리 광장에서 서쪽으로 약 40m 떨어진 곳에 위치하지만, TN에서는 여전히 뉴샤텔 퓨리 광장 종점이라고 부른다.
이제 단일 라인 시스템에는 함대의 유지관리와 주택을 위한 2개의 카하우스(또는 차고)가 있다. 하나는 Boudry 종점에 있고 다른 하나는 뇌샤텔에 있으며 Evole 창고라고 하며 Place Pury 종점에서 서쪽으로 약 400m 떨어진 5호선을 따라 위치해 있다. 현재 부드리 carhouse는 1985년에 지어졌으며, 더 작은 시설을 대체했다.

### 시내 노선
뇌샤텔에서 생블레즈(Saint-Blaise)까지의 최초의 도시 트램웨이는 1893년 9월 16일에 운행을 시작했으며 원래는 가스로 구동되었다. 이 첫 번째 노선은 NSB(Tramway Neuchâtel-Saint -Blaise)가 담당했다. 1894년 12월 22일, 가스 엔진 차량의 기술적 문제로 인해 이 노선은 마차 노선으로 전환되었다. (알레만계 독일어 : Rösslitram) 마차 작업을 위해 NSB는 6대의 소형 경량 전차를 조달했으며, 각 전차는 한 마리의 말이 끄는 전차였다.
1897년, 최초의 도시 노선이 마침내 전철화되었다. 이듬해 Port -Gare(기차역) 노선이 개통되었다. 이후 몇 년 동안 처음 두 도시 노선은 다음 노선으로 연결되었다.
- 1899: 퓨리-세리에르 광장
- 1901: Place-Pury-Vausyon
- 1902: Peseux–Corcelles

한편 1901년 NSB는 NCB와 합병하여 Compagnie des Tramways de Neuchâtel을 형성했다.
도시의 트램웨이 네트워크는 이후 더 확장되었으며, 1926년에는 최대 길이 27km에 도달했다. 한 번에 최대 6개의 도시 노선이 운영되고 있었다. 1, 2, 3, 4, 6, 7로 번호가 매겨져 있었고 대부분은 도심의 퓨리 광장에서 시작되었다. 4호선에는 Cernier까지의 도시 간 서비스가 포함되어 있다.
1940년과 1976년 사이에 도시의 트램 노선은 점차적으로 트롤리버스 노선으로 대체되었으며, 이 노선은 동일한 번호를 유지했다. 2호선은 1940년에 세리에르까지, 4호선은 1949년에, 1호선은 1957년에 생 블레즈까지, 6호선과 7호선은 뇌샤텔역(Gare CFF)과 라쿠드르(La Coudre)까지, 마지막으로 폐쇄된 도시 트램 노선은 Place Pury에서 Corcelles까지의 3호선이었다. 트램 서비스로서의 마지막 날은 1976년 7월 11일이었다.